# Ida Pieri
Ida Margarita Pieri Pérez es una reina de belleza venezolana nacida en Carúpano, estado Sucre el 6 de mayo de 1940. Fue la ganadora de la VI edición del concurso Miss Venezuela, que se llevó a cabo en el Hotel Ávila de Caracas el 14 de julio de 1958. Pieri representó al estado Sucre y fue coronada por Consuelo Nouel, Miss Venezuela 1957. Al momento del concurso contaba con 18 años y 1,70 m de estatura. Era una secretaria en el Ministerio de Relaciones Exteriores que vivía en la urbanización Urdaneta, de Catia. Es además tía de la actriz Dad Dáger. En la actualidad se encuentra residenciada en Miami, en compañía de sus dos hijos y sus dos nietos.

## Miss Venezuela 1958
Debido a la complicada y peligrosa situación política del país en ese año, producto del derrocamiento de Marcos Pérez Jiménez, el concurso sólo contó con 4 candidatas y Pieri no tuvo más patrocinio que el de la aerolínea Aeropostal, que le suministró el transporte aéreo a los concursos internacionales donde participó. Junto con Gisela Bolaños, Miss Venezuela 1953, fue la reina que llevó por 2 años la corona de Miss Venezuela, pues al año siguiente, en el 1959 no se realizó el concurso.
Dos años antes, en 1956, su hermana Celsa fue la primera finalista del concurso, ganado por Blanca Heredia y representó al igual que ella al estado Sucre.

## Cuadro final de Miss Venezuela 1958
- Ida Margarita Pieri, Miss Sucre (ganadora).
- Elena Russo, Miss Aragua (primera finalista).
- Maritza Haak, Miss Caracas (segunda finalista).
- Aura González, Miss Distrito Federal (tercera finalista).

## Participación en certámenes internacionales
El 26 de julio participó en el Miss Universo en Long Beach, California, Estados Unidos y no figuró entre las finalistas de esta edición.
El 13 de octubre participó en el Miss Mundo en Londres, Inglaterra, pero tampoco figuró entre las finalistas de este certamen.

## Matrimonio
Tras entregar la corona a Gladys Ascanio en 1960, se casó con el Capitán de la Fuerza Aérea de Venezuela, quien fuese luego empresario y ganadero taurino Luis Gonzalo Gandica Villarreal, de cuya unión nacieron dos hijos: Gonzalo Gandica Pieri y Luis Gonzalo Gandica Pieri.